# Gugești
Gugești es una comuna ubicada en el distrito de Vrancea, Rumania.

## Superficie
Posee una superficie de 30,57 kilómetros cuadrados.

## Demografía
Hasta 2021 la población era de 6091 habitantes, con una densidad de población de 199,2 habitantes por kilómetro cuadrado.